# NLM-Cityhopper-Flug 431
NLM-Cityhopper-Flug 431 (Flugnummer: HN431) war ein planmäßiger Flug der niederländischen Fluggesellschaft NLM CityHopper von Rotterdam nach Hamburg mit Zwischenstopp in Eindhoven. Am 6. Oktober 1981 verunglückte auf dem Flug eine Fokker F28-4000, nachdem sie von einem Tornado erfasst wurde. Bei dem Unfall starben alle 17 Personen an Bord.

## Maschine
Die Maschine war eine Fokker F28 Fellowship 4000, die seit ihrer Erstauslieferung am 12. Januar 1979 und ihrer anschließenden Auslieferung an NLM CityHopper 4485 Flugstunden sowie 5997 Starts und Landungen absolviert hatte. Die Maschine war auf den Namen Eindhoven getauft worden. Sie trug die Werknummer 11141 sowie das Luftfahrzeugkennzeichen PH-CHI. Das zweistrahlige Kurzstreckenflugzeug war mit zwei Triebwerken des Typs Rolls-Royce Spey 555-15P ausgerüstet.

## Passagiere und Besatzung
Den Flug auf dem betroffenen Flugabschnitt hatten 13 Passagiere angetreten. Es befand sich eine vierköpfige Besatzung an Bord. Flugkapitän war der 33-jährige Niederländer Josef Werner, der über 4.900 Stunden Flugerfahrung verfügte. Erster Offizier war der 28-jährige Niederländer Erik Schoorl, der 2.971 Stunden Flugerfahrung vorweisen konnte. Darüber hinaus befanden sich zwei Flugbegleiter an Bord.

## Wetterdaten
Während des Abfragens der Wetterlage, das 44 Minuten vor dem Start erfolgte, wurde den Piloten der Fokker mitgeteilt, dass starke Gewitter mit Cumulonimbus-Wolken in einer Höhe von (1200 Fuß) 370 Meter über dem Boden und Windgeschwindigkeiten von 15 bis 25 Knoten (ca. 28/46 km/h) in südsüdwestliche Richtung zu erwarten waren. Die Sichtweite am Flughafen Rotterdam betrug 5 Kilometer.

## Flugverlauf
Der Flug sollte von Rotterdam nach Hamburg führen, wobei ein Zwischenstopp auf dem Flughafen Eindhoven vorgesehen war. Um 17:04 Uhr Ortszeit hob die Maschine in Rotterdam ab. Um 17:09 Uhr wurden den Piloten auf dem Wetterradar Starkregen mit Gewittern angezeigt. Die Besatzung erhielt die Freigabe, die Gewitterfront zu umfliegen.

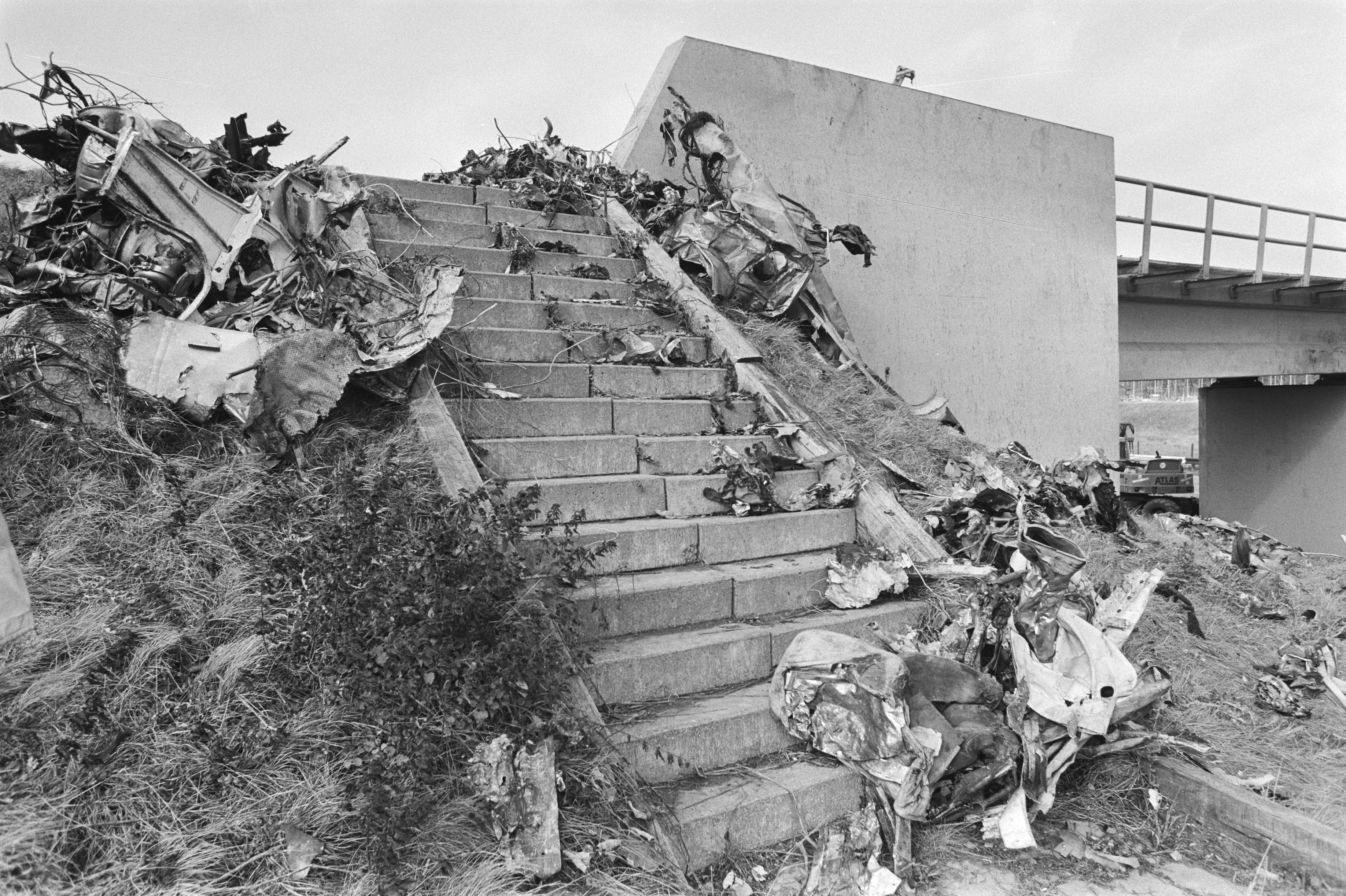
Trümmerfeld der Maschine

## Unfallhergang
Während die Maschine durch Wolken flog, geriet sie um 17:12 Uhr in einen Tornado. Die Maschine war daraufhin Belastungen zwischen +6,8 g und −3,2 g ausgesetzt. Die rechte Tragfläche wurde nach oben abgebogen, worauf ein starker Abwärtszug folgte. Diese Belastungen lagen über den Belastungsgrenzen, für die die Tragflächen der Fokker F28 ausgelegt waren(4 g). Ein großes Stück der Tragfläche brach durch eine gewaltige Rück- und Aufwärtsbewegung ab. Daraufhin kam es zum Kontrollverlust. Die Maschine schlug mit der Rumpfoberseite auf einer Eisenbahnbrücke auf. Alle 17 Personen an Bord wurden getötet.